# Sunday Morning (No Doubt)
Sunday Morning è una canzone del gruppo musicale californiano No Doubt, estratta come sesto (quinto sul mercato internazionale) singolo discografico dall'album Tragic Kingdom.

## Il brano
Il testo della canzone è stato scritto da Tony Kanal e poi modificato da Gwen Stefani. La musica è degli stessi artisti e di Eric Stefani. Il brano è stato prodotto da Matthew Wilder, registrato da Phil Kaffel e mixato da Holman e Paul Palmer.

## Il video
Il videoclip del brano, diretto da Sophie Muller, si apre con una scena della band che esegue il brano in un garage. Terry Hall (cantante dei The Specials) interpreta l'ex fidanzato di Gwen Stefani, che cammina per la casa e si siede su un'altalena. Dopo il primo ritornello, Gwen va in un alimentari dove compra dei pomodori in scatola, mentre Tony mette sul fuoco una padella di acqua per preparare gli spaghetti e gli altri componenti della band iniziano ad apparecchiare in cortile. Gwen si taglia il dito mentre taglia i pomodori. Mentre Tony pulisce la salsa dal pavimento, Gwen canta now you're looking like I used to ("adesso sembri ciò che io ero"): questo è un probabile riferimento al lavoro che faceva Gwen da ragazza, ossia quello di pulire i pavimenti in un locale. Quando i membri della band iniziano a pranzare, si scatena una lotta col cibo. A fine video viene mostrato l'ex di Gwen ancora seduto sull'altalena.

## Tracce
Part 1
1. Sunday Morning - 4:32
2. Sunday Morning (live) - 9:20
3. Oi to the World - 2:42
4. By the Way (live) - 3:54

Part 2
1. Sunday Morning - 4:32
2. Different People (live) - 6:31
3. Tragic Kingdom (live) - 4:03
4. Sunday Morning (video) - 4:32

Australian single
1. Sunday Morning (radio edit) – 4:14
2. Just a Girl (live @ Londra) – 5:37
3. Don't Speak (live @ Amburgo) – 5:26
4. Hey You (live @ Den Haag) – 3:20
5. Get on the Ball – 3:32

## Formazione
- Gwen Stefani – voce
- Eric Stefani – chitarra, tastiere
- Tom Dumont - chitarra
- Tony Kanal – basso
- Adrian Young – batteria, percussioni